# Občina Jesenice
Občina Jesenice (slovinsky Občina Jesenice) je jednou z 212 občin ve Slovinsku. Nachází se v Hornokraňském regionu na území historického Kraňska. Občinu tvoří 13 sídel, její rozloha je 75,8 km² a k 1. lednu 2017 zde žilo 20 754 obyvatel. Správním střediskem občiny je město Jesenice.

## Členění občiny
Občina se dělí na sídla:
- Blejska Dobrava
- Hrušica
- Javorniški Rovt
- Jesenice
- Kočna
- Koroška Bela
- Lipce
- Planina pod Golico
- Plavški Rovt
- Podkočna
- Potoki
- Prihodi
- Slovenski Javornik